# Taubenhof (Seukendorf)
Taubenhof (fränkisch: Daum-huhf) ist ein Gemeindeteil der Gemeinde Seukendorf im Landkreis Fürth (Mittelfranken, Bayern). Taubenhof liegt in der Gemarkung Seukendorf.

## Geographie
Die Einöde liegt am Nordhang des Farrnbachtales und ist von Acker- und Grünland mit vereinzeltem Baumbestand umgeben. 0,75 km nordöstlich befinden sich die Hämmerlweiher, 0,5 km östlich die Schmalhölzer. Eine Gemeindeverbindungsstraße führt nach Seukendorf zur Kreisstraße FÜ 8 (1,1 km westlich) bzw. nach Burgfarrnbach zur Kreisstraße FÜs 2 (2,2 km östlich).

## Geschichte
Der Ort wurde in der Vetterschen Oberamtsbeschreibung von Cadolzburg aus dem Jahr 1732 als „Taubenhoff“ erstmals schriftlich erwähnt. Das Bestimmungswort des Ortsnamens leitet sich von dem Familiennamen Taube oder von der Taube ab.
Gegen Ende des 18. Jahrhunderts gab es in Taubenhof 2 Anwesen. Das Hochgericht übte das brandenburg-ansbachische Stadtvogteiamt Langenzenn aus. Die Dorf- und Gemeindeherrschaft hatte das Landesalmosenamt der Reichsstadt Nürnberg. Grundherren waren das Landesalmosenamt (1 Hof) und die Kaplanei Zirndorf mit dem Landesalmosenamt gemeinsam (1 Halbhof). 1802 gab es im Ort weiterhin 2 Anwesen.
Von 1797 bis 1808 unterstand der Ort dem Justiz- und Kammeramt Cadolzburg. Im Rahmen des Gemeindeedikts wurde Taubenhof dem 1808 gebildeten Steuerdistrikt Seukendorf zugeordnet. Es gehörte der im selben Jahr gebildeten Ruralgemeinde Seukendorf an.

### Einwohnerentwicklung
| Jahr      | 001818 | 001840 | 001861 | 001871 | 001885 | 001900 | 001925 | 001950 | 001961 | 001970 | 001987 |
| Einwohner | 20     | 21     | *      | 20     | 17     | 16     | 22     | 25     | 23     | 14     | 9      |
| Häuser    | 2      | 2      |        |        | 2      | 2      | 3      | 4      | 4      |        | 2      |
| Quelle    | [ 12 ] | [ 13 ] | [ 14 ] | [ 15 ] | [ 16 ] | [ 17 ] | [ 18 ] | [ 19 ] | [ 20 ] | [ 21 ] | [ 22 ] |

## Religion
Der Ort ist evangelisch-lutherisch geprägt und war ursprünglich nach St. Johannes der Täufer (Burgfarrnbach) gepfarrt, seit der ersten Hälfte des 20. Jahrhunderts ist die Pfarrei St. Katharina (Seukendorf) zuständig. Die Einwohner römisch-katholischer Konfession sind nach St. Otto (Cadolzburg) gepfarrt.